# Xiaqiu Qu
Xiaqiu Qu (kinesiska: 下秋曲) är ett vattendrag i Kina. Det ligger i den autonoma regionen Tibet, i den sydvästra delen av landet, omkring 260 kilometer nordost om regionhuvudstaden Lhasa.